# Печериця Олександр Олександрович
Печериця Олександр Олександрович (нар. 4 серпня 1982, Санкт-Петербург, РСФСР) — український актор театру, кіно та дубляжу. Заслужений артист України (2015), Народний артист України (2023).

## Життєпис
Народився 4 серпня 1982 року у Ленінграді. Незабаром разом з батьками переїхав до Краматорська.
У 2004 році закінчив Київський державний інститут театрального мистецтва ім. Івана Карпенка-Карого. Відтоді розпочав творчу діяльність на сцені Національного драмтеатру ім. Івана Франка.
Після повномасштабного вторгнення російських військ в Україну, 25 лютого 2022 року записався до лав Територіальної оборони ЗСУ. З травня брав участь у боротьбі з російською навалою на Харківському напрямку у складі 128-го батальйону, воював на фронті із позивним «Артист».

## Театральні роботи
Національний академічний драматичний театр імені Івана Франка
- «Шельменко-денщик» за п'єсою Григорія Квітки-Основ'яненка; реж. Петро Ільченко — Лопуцьковський
- «Ромео і Джульєтта» за п'єсою Вільяма Шекспіра; реж. Валентин Козьменко-Делінде — Бенволіо
- «Буря» за п'єсою Вільяма Шекспіра; реж. Сергій Маслобойщиков — Аріель
- «Посеред раю на Майдані» КЛІМа; реж. Володимир Кучинський — третій службовець
- «Лускунчик» за однойменною п'єсою Е. Гофмана — Лускунчик, принц
- «Дредноути» Євгена Гришковця
- 2005 — «Шякунтала» Андрія Приходько за мотивами Махабхарати; реж. Андрій Приходько — Бог Індра
- 2007 — «Весілля Фігаро» за п'єсою П'єра Бомарше; реж. Юрій Одинокий — Керубіно
- 2008 — «Едіт Піаф. Життя в кредит» Юрія Рибчинського, Вікторії Васалатій; реж. Ігор Афанасьєв — лікар
- 2010 — «Самотня леді» Ігоря Афанасьєва; реж. Петро Ільченко — Сава
- 2011 — «Гімн демократичної молоді» Сергія Жадана; реж. Юрій Одинокий — Петя Бичок
- 2012 — «Перехресні стежки» Дмитра Чирипюка за мотивами однойменної повісті Івана Франка; реж. Дмитро Чирипюк — батяр
- 2013 — «Morituri te salutant» за новелами Василя Стефаника; реж. Дмитро Богомазов — парубок
- 2014 — «Хазяїн» Івана Карпенко-Карого; реж. Петро Ільченко — Куртц, шахмейстер
- 2014 — «Моя професія — синьйор з вищого світу» Джуліо Скарначчі, Ренцо Тарабузі; реж. Анатолій Хостікоєв — Аллесандро
- 2015 — «Великі комбінатори» за мотивами роману «Дванадцять стільців» І.Ільфа та Є.Петрова; реж. Дмитро Чирипюк — Пан Отець Федір
- 2015 — «Ліс» Олександра Островського; реж. Дмитро Богомазов — Петро
- 2016 — «Три товариші» за романом Еріха Марії Ремарка; реж. Юрій Одинокий — Готфрід Ленц
- 2016 — «Річард III» за однойменно п'єсою Вільяма Шекспіра; реж. Автанділ Варсімашвілі — Граф Ріверс
- 2017 — «Скупий, або школа брехні» Мольєра; реж. Петро Ільченко — Клеант
- 2017 — «Подорож Аліси до Швейцарії» Лукаса Берфуса; реж. Станіслав Мойсеєв — Вальтер
- 2018 — «Ідіот» за однойменним романом Федора Достоєвського; реж. Юрій Одинокий — князь Лев Миколайович Мишкін
- 2018 — «Коріолан» за трагедією Вільяма Шекспіра; реж. Дмитро Богомазов — 1-ий городянин
- 2019 — «Лимерівна» за п'єсою Панаса Мирного; реж. Іван Уривський — Кнур
- 2020 — «Украдене щастя» за п'єсою Івана Франка; реж. Дмитро Богомазов — Микола Задорожний
- 2020 — «МелоDія»
- 2020 — «Трамвай „Бажання“» за п'єсою Теннессі Вільямса; реж. Іван Уривський — Мітч
- 2021 — «Касандра» за драматичною поемою Лесі Українки; реж. Давид Петросян — Долон
- 2021 — «Співай, Лоло, співай!» Олександра Чепалова за мотивами роману «Вчитель Гнус, або Кінець одного тирана» Генріха Манна та художнього фільму «Блакитний ангел»; реж. Дмитро Богомазов — Кіперт, чоловік Густи, артист
- 2024 — «Тартюф» за п'єсою Мольєра; реж. Дмитро Богомазов  — Пан Лояль, судовий пристав
- 2024 — «Калігула» за п'єсою Альбера Камю; реж. Іван Уривський — Сціпіон
- 2024 — «Марія Стюарт» за п'єсою Фрідріха Шиллера; реж. Іван Уривський — Берлі

## Фільмографія
| Рік       |      | Українська назва                      | Оригінальна назва                        | Роль                             |
| --------- | ---- | ------------------------------------- | ---------------------------------------- | -------------------------------- |
| 2003      | с    | Леді Мер                              | Леди Мэр                                 | Льончик                          |
| 2004      | ф    | Другий фронт                          | The Second Front                         | німецький пілот                  |
| 2004      | с    | Небо в горошок                        | Небо в горошек                           | круп'є                           |
| 2004      | ф    | Трагічне кохання до зрадливої Нуськи  | Трагическая любовь к неверной Нуське     | Молодий солдат                   |
| 2006      | с    | Повернення Мухтара-3                  | Возвращение Мухтара-3                    | підірваний                       |
| 2006-2007 | с    | Дев'ять життів Нестора Махна          | Девять жизней Нестора Махно              | епізод                           |
| 2007      | ф    | Ігри в солдатики                      | Игры в солдатики                         | кіномеханік                      |
| 2007      | ф    | Я рахую: раз, два, три, чотири, п'ять | Я считаю: раз, два, три, четыре, пять    | Алік                             |
| 2009-2013 | с    | 1941                                  | 1941                                     | німець                           |
| 2009      | ф    | Відторгнення                          | Отторжение                               | санітар                          |
| 2009      | с    | Територія краси                       | Территория красоты                       | Павло                            |
| 2010      | с    | Брат за брата                         | Брат за брата                            | епізод                           |
| 2011      | с    |                                       | Ярость                                   | Олег, слідчий                    |
| 2011      | с    | Я ніколи тебе не забуду               | Я тебя никогда не забуду                 | Тарас, автослюсар                |
| 2011      | ф    | Гайдамака                             | Гайдамака                                | Гайдамака                        |
| 2012-2013 | с    | Жіночий лікар, Жіночий лікар-2        | Женский доктор, Женский доктор-2         | Андрій Соснін, чоловік Лади      |
| 2013      | с    | Пастка                                | Ловушка                                  | Шланг, грабіжник                 |
| 2013-2014 | с    | Сашка                                 | Сашка                                    | Сергій                           |
| 2014      | с    | Ковзани для чемпіонки                 | Коньки для чемпионки                     | Станіслав Плісецький, скульптор  |
| 2013-2014 | с    | Поки станиця спить                    | Пока станица спит                        | Сидор                            |
| 2015      | с    | Повернешся — поговоримо               | Вернёшься — поговорим                    | Богданов                         |
| 2015-2016 | с    | За законами воєнного часу             | По законам военного времени              | солдат                           |
| 2015      | ф    | Останній відвідувач                   |                                          | останній відвідувач              |
| 2016      | с    | На лінії життя                        | На линии жизни                           | пацієнт                          |
| 2016      | ф    | Ніч Святого Валентина                 | Ночь Святого Валентина                   | Жора                             |
| 2016      | с    | Вікно життя                           | Подкидыши                                | Олексій, рекламщик               |
| 2016      | с    | Століття Якова                        | Столетие Якова                           | Тиміш, чоловік Уляни             |
| 2016      | с    | Центральна лікарня                    | Центральная больница                     | Олексій Лозовий, старший медбрат |
| 2017      | ф    | Гіркі жнива                           | Bitter Harvest (Канада, Велика Британія) | Володя, український селянин      |
| 2018      | с    | Виноград                              | Виноград                                 | Олег Дронов, одноклассник Артема |
| 2018      | с    | Розтин покаже                         | Вскрытие покажет                         | епізод                           |
| 2018      | с    | Скарбниця життя                       | Кладовая жизни                           | Гриша Гвоздіков, грабіжник       |
| 2019      | ф    | Вільна країна                         | Free Country (Німеччина)                 | Карстен Шпенглер                 |
| 2019      | ф    | Толока                                | Толока                                   | епізод                           |
| 2019-2022 | с    | Кріпосна                              | Крепостная                               | Афанасій                         |
| 2020      | с    | Сага                                  | Сага                                     | Микита Козак (19-37 років)       |
| 2021      | с    | Брюс                                  | Брюс                                     | Зяма                             |
| 2021      | с    | Мертві лілії                          | Мёртвые лилии                            | Гуревич                          |
| 2021      | с    | Місце під сонцем                      | Место под солнцем                        | Юра                              |
| 2021      | с    | Сашка                                 | Сашка                                    | Джон                             |
| 2021      | с    | Врятувати маму                        | Спасти маму                              | Костя                            |
| 2021      | с    | Найкращий сищик                       | Найкращий сищик                          | Хомутинський                     |
| 2021      | кф   | Праведник                             | Праведник                                | суддя                            |
| 2024      | с    | Розтин покаже 3                       | Розтин покаже 3                          | епізод                           |
| 2024      | с    | Переслідуючи вогонь                   | Переслідуючи вогонь                      | Губенко                          |
| 2024      | с    | Лікарка за покликанням                | Лікарка за покликанням                   | медик                            |
| 2024      | ф    | Буча                                  | Буча                                     | Рома                             |
| 2024      | ф    | Конотопська відьма                    | Конотопська відьма                       | військовий ЗСУ                   |
| 2024      | докф | Позивний "Артист"                     | Позивний "Артист"                        | Олександр Печериця               |
| 2024      | с    | Батьківський комітет                  | Батьківський комітет                     | Степан                           |

### Дублювання
| Рік       |    | Українська назва                                        | Оригінальна назва                                | Роль             |
| --------- | -- | ------------------------------------------------------- | ------------------------------------------------ | ---------------- |
| 2007      | ф  | Рататуй                                                 | Ratatouille                                      | Лінгвіні         |
| 2007      | ф  | Чужі проти Хижака: Реквієм                              | Aliens vs Predator: Requiem                      | актор дублювання |
| 2008      | ф  | Телепорт                                                | Jumper                                           | актор дублювання |
| 2008      | ф  | Залізна людина                                          | Iron Man                                         | Джарвіс          |
| 2009      | ф  | G.I. Joe: Атака Кобри                                   | G.I. Joe: The Rise of Cobra                      | актор дублювання |
| 2010      | ф  | Залізна людина 2                                        | Iron Man 2                                       | Джарвіс          |
| 2010      | ф  | Хижаки                                                  | Predators                                        | актор дублювання |
| 2010-2011 | мс | Сим-Бионик Титан                                        | Sym-Bionic Titan                                 | актор дублювання |
| 2010-2018 | мс | Час пригод разом із Фіном та Джейком\|\| Adventure Time | актор дублювання                                 |                  |
| 2011      | мф | Гоп                                                     | Hop                                              | актор дублювання |
| 2011      | ф  | Трансформери 3                                          | Transformers: Dark of the Moon                   | актор дублювання |
| 2012-2017 | мс | Людина-Павук. Щоденник супергероя                       | Ultimate Spider-Man                              | актор дублювання |
| 2012      | ф  | Месники                                                 | The Avengers                                     | актор дублювання |
| 2013      | ф  | Залізна людина 3                                        | Iron Man Three                                   | Джарвіс          |
| 2013      | ф  | G.I. Joe: Атака Кобри 2                                 | G.I. Joe: Retaliation                            | Сторм Шедоу      |
| 2014      | ф  | Підлітки мутанти черепашки ніндзя                       | Teenage Mutant Ninja Turtles                     | актор дублювання |
| 2015      | ф  | Месники: Ера Альтрона                                   | Avengers: Age of Ultron                          | Джарвіс / Віжен  |
| 2015      | ф  | Зоряні війни: Епізод VII — Пробудження сили             | Star Wars: The Force Awakens                     | актор дублювання |
| 2016      | ф  | Проти шторму                                            | The Finest Hours                                 | актор дублювання |
| 2016      | ф  | Зразковий самець 2                                      | Zoolander 2                                      | актор дублювання |
| 2016      | ф  | Перший месник: Протистояння                             | Captain America: Civil War                       | Віжен            |
| 2016      | ф  | Підлітки-мутанти. Черепашки-ніндзя 2                    | Teenage Mutant Ninja Turtles: Out of the Shadows | актор дублювання |
| 2018      | ф  | Месники: Війна нескінченності                           | Avengers: Infinity War                           | актор дублювання |
| 2019      | ф  | Зоряні Війни: Скайвокер. Сходження                      | Star Wars: Episode IX — The Rise of Skywalker    | актор дублювання |

## Телепроєкти та творча діяльність
- 2007—2009 — Програма «Галілео» (ICTV) — ведучий
- 2014 — Проєкт «Листи на фронт» — учасник
- 2016 — теперішній час — «Svitlo Concert» — ведучий

## Нагороди та премії
- 27 березня 2015 р.— Заслужений артист України — за вагомий особистий внесок у розвиток українського театрального мистецтва, багаторічну плідну творчу діяльність, високу професійну майстерність[3]
- 25 березня 2019 р. — Лауреат «Київської Пекторалі-2018» в номінації «За краще виконання чоловічої ролі» у виставі «Ідіот» за Ф. Достоєвським (2019)
- 27 березня 2023 р. — Лауреат «Київської Пекторалі-2023»[4], премія «За особистий внесок у мистецтво»
- 23 серпня 2023 р. — Народний артист України — за значні заслуги у зміцненні української державності, мужність і самовідданість, виявлені у захисті суверенітету та територіальної цілісності України, вагомий особистий внесок у розвиток різних сфер суспільного життя, відстоювання національних інтересів нашої держави, сумлінне виконання професійного обов'язку[5]
- 2 березня 2025 р.— Спеціальна відзнака на Ukrainian National Film Festival «Cinema for Victory» за головну роль у документальному фільмі «Позивний «Артист» («Call sign «Artist») режисера Максима Тузова